# Liga Europeia da EHF
A Liga Europeia da EHF, oficialmente EHF European League, é uma competição de Andebol disputada por clubes europeus. É a segunda competição mais importante no andebol europeu. 
A precursora da competição, a Taça IHF, foi criada em 1981. Em 1993, a EHF assumiu a organização e mudou o formato e o nome da competição para Taça EHF. Na época de 2012–13, esta competição fundiu-se com a Taça dos Vencedores das Taças da EHF. O ranking EHF decide quais as equipas que têm acesso à competição e em que fase entram. A partir da época 2020–21, passou a ter a designação Liga Europeia da EHF.

## Vencedores
| Ano     |                                         | Final                                   | Final                                   | Final                                   |                                         | Semifinal                               | Semifinal                               | Semifinal |
| Ano     | Campeão                                 | Resultado                               | 2º Lugar                                |                                         |                                         |                                         |                                         |           |
| 1981–82 | VfL Gummersbach                         | 23–14                                   | Željezničar Sarajevo                    | Slavia Prague                           | Slavia Prague                           | Pfadi Winterthur                        |                                         |           |
| 1982–83 | ZTR Zaporizhzhia                        | 23–16 / 22–20                           | IFK Karlskrona                          | Füchse Berlin                           | Füchse Berlin                           | BK-46 Karis                             |                                         |           |
| 1983–84 | TV Grosswallstadt                       | 16–15 / 20–19                           | HG Gladsaxe                             | Bányász Tatabánya                       | Bányász Tatabánya                       | TK Lokomotiva Trnava                    |                                         |           |
| 1984–85 | HC Minaur Baia Mare                     | 22–17 / 14–18                           | ZTR Zaporizhzhia                        | Tecnisa Alicante                        | Tecnisa Alicante                        | WAT Margareten Wien                     |                                         |           |
| 1985–86 | Raba Vasas ETO Györ                     | 23–17 / 20–24                           | Tecnisa Alicante                        | Proleter Zrenjanin                      | Proleter Zrenjanin                      | Lugi Lund                               |                                         |           |
| 1986–87 | Granitas Kaunas                         | 23–23 / 18–18                           | Atlético Madrid BM                      | VfL Gummersbach                         | VfL Gummersbach                         | Urædd Porsgrun                          |                                         |           |
| 1987–88 | HC Minaur Baia Mare                     | 20–21 / 23–20                           | Granitas Kaunas                         | FC Barcelona                            | FC Barcelona                            | TSV St. Otmar St. Gallen                |                                         |           |
| 1988–89 | TURU Düsseldorf                         | 17–12 / 15–18                           | ASK Vorwärts Frankfurt                  | CD Cajamadrid                           | CD Cajamadrid                           | SKIF Krasnodar                          |                                         |           |
| 1989–90 | SKIF Krasnodar                          | 25–27 / 29–13                           | Proleter Zrenjanin                      | CD Cajamadrid                           | CD Cajamadrid                           | Dukla Prague                            |                                         |           |
| 1990–91 | Borac Banja Luka                        | 20–15 / 23–24                           | CSKA Moskva                             | TUSEM Essen                             | TUSEM Essen                             | SKP Bratislava                          |                                         |           |
| 1991–92 | SG Wallau-Massenheim                    | 23–25 / 22–20                           | SKA Minsk                               | Alzira Avidesa                          | Alzira Avidesa                          | Proleter Zrenjanin                      |                                         |           |
| 1992–93 | Cantabria                               | 24–20 / 26–20                           | Bayer Dormagen                          | Steaua Bucuresti                        | Steaua Bucuresti                        | SG Leutershausen                        |                                         |           |
| 1993–94 | Alzira Avidesa                          | 23–19 / 21–22                           | ASKÖ Linde Linz                         | Elgorriaga Bidasoa                      | Elgorriaga Bidasoa                      | Steaua Bucuresti                        |                                         |           |
| 1994–95 | Granollers                              | 26–24 / 23–21                           | Polyot Cheljabinsk                      | Gorenje Velenje                         | Gorenje Velenje                         | SG Vfl BHW Hameln                       |                                         |           |
| 1995–96 | Granollers                              | 28–18 / 28–27                           | Shakhtar-Academiya                      | Zadar Gortan                            | Zadar Gortan                            | SG Flensburg-Handewitt                  |                                         |           |
| 1996–97 | SG Flensburg-Handewitt                  | 22–25 / 30–17                           | Virum Sorgenfri                         | Academia Octavio Vigo                   | Academia Octavio Vigo                   | Granollers                              |                                         |           |
| 1997–98 | THW Kiel                                | 23–25 / 26–21                           | SG Flensburg-Handewitt                  | CSKA de Moscovo                         | CSKA de Moscovo                         | Brodomerkur                             |                                         |           |
| 1998–99 | SC Magdeburg                            | 22–30 / 31–22                           | BM Valladolid                           | TBV Lemgo                               | TBV Lemgo                               | Sandefjord TIF                          |                                         |           |
| 1999–00 | RK Metković Jambo                       | 24–22 / 23–25                           | SG Flensburg-Handewitt                  | ABC Braga                               | ABC Braga                               | Prevent                                 |                                         |           |
| 2000–01 | SC Magdeburg                            | 27–27 / 26–22                           | RK Metković Jambo                       | Bidasoa Irun                            | Bidasoa Irun                            | Haukar                                  |                                         |           |
| 2001–02 | THW Kiel                                | 36–29 / 24–28                           | FC Barcelona                            | SG Wallau-Massenheim                    | SG Wallau-Massenheim                    | Gáldar                                  |                                         |           |
| 2002–03 | FC Barcelona                            | 35–23 / 33–26                           | Lukoil-Dynamo Astrakhan                 | Dunaferr SE                             | Dunaferr SE                             | Altea                                   |                                         |           |
| 2003–04 | THW Kiel                                | 32–28 / 27–19                           | Altea                                   | Dinamo-Romc. Bucuresti                  | Dinamo-Romc. Bucuresti                  | Lukoil-Dynamo Astrakhan                 |                                         |           |
| 2004–05 | TUSEM Essen                             | 22–30 / 31–22                           | SC Magdeburg                            | VfL Gummersbach                         | VfL Gummersbach                         | Lukoil-Dynamo Astrakhan                 |                                         |           |
| 2005–06 | TBV Lemgo                               | 30–29 / 25–22                           | Frisch Auf Göppingen                    | US Créteil Handball                     | US Créteil Handball                     | VfL Gummersbach                         |                                         |           |
| 2006–07 | SC Magdeburg                            | 30–30 / 31–28                           | CAI Aragón                              | Grasshopper Club Zürich                 | Grasshopper Club Zürich                 | Skjern Handball                         |                                         |           |
| 2007–08 | HSG Nordhorn                            | 31–27 / 29–30                           | FCK Handball                            | CAI Aragón                              | CAI Aragón                              | Cimos Koper                             |                                         |           |
| 2008–09 | VfL Gummersbach                         | 29–28 / 26–22                           | Gorenje                                 | TSV St. Otmar St. Gallen                | TSV St. Otmar St. Gallen                | CAI Aragón                              |                                         |           |
| 2009–10 | TBV Lemgo                               | 24–18 / 28–30                           | Kadetten SH Handball                    | Naturhouse La Rioja                     | Naturhouse La Rioja                     | SG Flensburg-Handewitt                  |                                         |           |
| 2010–11 | Frisch Auf Göppingen                    | 23–21 / 30–26                           | TV Grosswallstadt                       | Naturhouse La Rioja                     | Naturhouse La Rioja                     | TBV Lemgo                               |                                         |           |
| 2011–12 | Frisch Auf Göppingen                    | 34–28 / 26–26                           | Dunkerque HB                            | Rhein-Neckar Löwen                      | Rhein-Neckar Löwen                      | SC Magdeburg                            |                                         |           |
| Ano     | Final – Four (2012/13 - presente)       | Final – Four (2012/13 - presente)       | Final – Four (2012/13 - presente)       | Final – Four (2012/13 - presente)       | Final – Four (2012/13 - presente)       | Final – Four (2012/13 - presente)       | Final – Four (2012/13 - presente)       |           |
| Ano     | Campeão                                 | Resultado                               | 2º Lugar                                |                                         | 3º Lugar                                | Resultado                               | 4º Lugar                                |           |
| 2012–13 | Rhein-Neckar Löwen                      | 26–24                                   | HBC Nantes                              | Tvis Holstebro                          | 28–27                                   | Frisch Auf Göppingen                    |                                         |           |
| 2013–14 | Pick Szeged                             | 29–28                                   | Montpellier AHB                         | Füchse Berlin                           | 29–28                                   | HCM Constanța                           |                                         |           |
| 2014–15 | Füchse Berlin Reinickendorf HBC         | 30–27                                   | Hamburg                                 | Skjern Håndbold                         | 27–22                                   | Gorenje Velenje                         |                                         |           |
| 2015–16 | Frisch Auf Göppingen                    | 32–26                                   | Nantes                                  | Fraikin Granollers                      | 25–21                                   | Chambéry Savoie                         |                                         |           |
| 2016–17 | Frisch Auf Göppingen                    | 30–22                                   | Füchse Berlin Reinickendorf HBC         | SC Magdeburg                            | 32–31                                   | Saint-Raphaël Var Handball              |                                         |           |
| 2017–18 | Füchse Berlin Reinickendorf HBC         | 28–25                                   | Saint-Raphaël Var Handball              | SC Magdeburg                            | 35–25                                   | Frisch Auf Göppingen                    |                                         |           |
| 2018–19 | THW Kiel                                | 26–22                                   | Füchse Berlin Reinickendorf HBC         | FC Porto                                | 28–26                                   | TTH Holstebro                           |                                         |           |
| 2019–20 | Cancelada devido à Pandemia de COVID-19 | Cancelada devido à Pandemia de COVID-19 | Cancelada devido à Pandemia de COVID-19 | Cancelada devido à Pandemia de COVID-19 | Cancelada devido à Pandemia de COVID-19 | Cancelada devido à Pandemia de COVID-19 | Cancelada devido à Pandemia de COVID-19 |           |
| 2020–21 | SC Magdeburg                            | 28–25                                   | Füchse Berlin Reinickendorf HBC         |                                         | Rhein-Neckar Löwen                      | 32–27                                   | Wisła Płock                             |           |
| 2021–22 | SL Benfica                              | 40–39                                   | SC Magdeburg                            | Wisła Płock                             | 27–22                                   | RK Nexe                                 |                                         |           |
| 2022–23 | Füchse Berlin                           | 36–31                                   | BM Granollers                           | Frisch Auf Göppingen                    | 33–29                                   | Montpellier HB                          |                                         |           |
| 2023–24 | SG Flensburg-Handewitt                  | 36–31                                   | Füchse Berlin                           | Rhein-Neckar Löwen                      | 32–31                                   | Dínamo Bucareste                        |                                         |           |
| 2024–25 | SG Flensburg-Handewitt                  | 32–25                                   | Montpellier HB                          | THW Kiel                                | 37–31                                   | MT Melsungen                            |                                         |           |

## Palmarés da Taça EHF

### Palmarés por clube
| Club                       | Campeão | Finalistas | Anos como campeão      | Anos como finalista    |
| -------------------------- | ------- | ---------- | ---------------------- | ---------------------- |
| Magdeburg                  | 4       | 2          | 1999, 2001, 2007, 2021 | 2005, 2022             |
| Frisch Auf Göppingen       | 4       | 1          | 2011, 2012, 2016, 2017 | 2006                   |
| THW Kiel                   | 4       | 0          | 1998, 2002, 2004, 2019 | —                      |
| Füchse Berlin              | 3       | 4          | 2015, 2018, 2023       | 2017, 2019, 2021, 2024 |
| SG Flensburg-Handewitt     | 3       | 2          | 1997, 2024, 2025       | 1998, 2000             |
| BM Granollers              | 2       | 1          | 1995, 1996             | 2023                   |
| VfL Gummersbach            | 2       | 0          | 1982, 2009             | —                      |
| Minaur Baia Mare           | 2       | 0          | 1985, 1988             | —                      |
| TBV Lemgo                  | 2       | 0          | 2006, 2010             | —                      |
| ZTR Zaporizhzhia           | 1       | 1          | 1983                   | 1985                   |
| Barcelona                  | 1       | 1          | 2003                   | 2002                   |
| TV Grosswallstadt          | 1       | 1          | 1984                   | 2011                   |
| Granitas Kaunas            | 1       | 1          | 1987                   | 1988                   |
| RK Metkovic Jambo          | 1       | 1          | 2000                   | 2001                   |
| Raba Vasas ETO             | 1       | 0          | 1986                   | —                      |
| TuRU Düsseldorf            | 1       | 0          | 1989                   | —                      |
| SKIF Krasnodar             | 1       | 0          | 1990                   | —                      |
| Borac Banja Luka           | 1       | 0          | 1991                   | —                      |
| SG Wallau Massenheim       | 1       | 0          | 1992                   | —                      |
| CB Cantabria               | 1       | 0          | 1993                   | —                      |
| BM Alzira Avidesa          | 1       | 0          | 1994                   | —                      |
| TUSEM Essen                | 1       | 0          | 2005                   | —                      |
| HSG Nordhorn               | 1       | 0          | 2008                   | —                      |
| Rhein-Neckar Löwen         | 1       | 0          | 2013                   | —                      |
| SC Pick Szeged             | 1       | 0          | 2014                   | —                      |
| SL Benfica                 | 1       | 0          | 2022                   | —                      |
| HBC Nantes                 | 0       | 2          | —                      | 2013, 2016             |
| Montpellier Handball       | 0       | 2          | —                      | 2014, 2025             |
| RK Željezničar             | 0       | 1          | —                      | 1982                   |
| IFK Karlskrona             | 0       | 1          | —                      | 1983                   |
| HG Gladsaxe                | 0       | 1          | —                      | 1984                   |
| Tecnisa Alicante           | 0       | 1          | —                      | 1986                   |
| Atlético Madrid BM         | 0       | 1          | —                      | 1987                   |
| ASK Vorwärts Frankfurt     | 0       | 1          | —                      | 1989                   |
| RK Proleter Zrenjanin      | 0       | 1          | —                      | 1990                   |
| CSKA Moscow                | 0       | 1          | —                      | 1991                   |
| SKA Minsk                  | 0       | 1          | —                      | 1992                   |
| Bayer Dormagen             | 0       | 1          | —                      | 1993                   |
| ASKÖ Linde Linz            | 0       | 1          | —                      | 1994                   |
| Polyot Cheljabinsk         | 0       | 1          | —                      | 1995                   |
| Shakhtar-Academiya         | 0       | 1          | —                      | 1996                   |
| Virum Sorgenfri            | 0       | 1          | —                      | 1997                   |
| BM Valladolid              | 0       | 1          | —                      | 1999                   |
| Dynamo Astrakhan           | 0       | 1          | —                      | 2003                   |
| BM Altea                   | 0       | 1          | —                      | 2004                   |
| CAI Aragón                 | 0       | 1          | —                      | 2007                   |
| FCK Håndbold               | 0       | 1          | —                      | 2008                   |
| RK Gorenje                 | 0       | 1          | —                      | 2009                   |
| Kadetten Schaffhausen      | 0       | 1          | —                      | 2010                   |
| Dunkerque HB               | 0       | 1          | —                      | 2012                   |
| HSV Hamburg                | 0       | 1          | —                      | 2015                   |
| Saint-Raphaël Var Handball | 0       | 1          | —                      | 2018                   |

### Palmarés por país
| País              | Campeões | Finalistas |
| ----------------- | -------- | ---------- |
| Alemanha          | 28       | 12         |
| Espanha           | 5        | 7          |
| União Soviética   | 3        | 3          |
| Hungria           | 2        | 0          |
| Roménia           | 2        | 0          |
| Iugoslávia        | 1        | 2          |
| Croácia           | 1        | 1          |
| Portugal          | 1        | 0          |
| França            | 0        | 6          |
| Dinamarca         | 0        | 3          |
| Rússia            | 0        | 2          |
| Suécia            | 0        | 1          |
| Alemanha Oriental | 0        | 1          |
| Bielorrússia      | 0        | 1          |
| Áustria           | 0        | 1          |
| Ucrânia           | 0        | 1          |
| Eslovênia         | 0        | 1          |
| Suíça             | 0        | 1          |